# Richard Eustace Thornton
Richard Eustace Thornton (10 octobre 1922-7 janvier 2014) était lord-lieutenant du Surrey du 2 mai 1986 jusqu'au 29 octobre 1997.
Il a fait ses études à Eton et au Trinity College de Cambridge.